# 星明街
星明街是苏州工业园区的主要南北向道路之一，北起312国道，南到金鸡湖大道。“明”字指昆明市。
沿途的主要建筑有中央公园、星海小学等。